# Paccius madagascariensis
Paccius madagascariensis är en spindelart som först beskrevs av Simon 1889.  Paccius madagascariensis ingår i släktet Paccius och familjen flinkspindlar.
Artens utbredningsområde är Madagaskar. Inga underarter finns listade i Catalogue of Life.